# Campeonato Mundial de Triatlo de 2011
O 2011 ITU World Triathlon Series ou Campeonato Mundial de Triatlo de 2011 foram uma série de 6 eventos de triatlo que aconteceram até a Grand Final sediada em Pequim, na China. As séries são organizadas sob as ordens da International Triathlon Union (ITU).

## Calendário
Em 2011 as séries visitaram sete cidades.
| Data           | Local     | Status      |
| -------------- | --------- | ----------- |
| Abril 9–10     | Sydney    | Evento      |
| 14 Maio        | Yokohama  | Evento      |
| Junho 4–5      | Madrid    | Event       |
| Junho 18–19    | Kitzbühel | Evento      |
| Julho 16–17    | Hamburgo  | Evento      |
| Agosto 6–7     | Londres   | Evento      |
| Agosto 20–21   | Lausanne  | Sprint      |
| Setembro 10–11 | Pequim    | Grand Final |

## Resultados

### Medalhistas

#### Masculino
| Evento        | Ouro                    | Prata                      | Bronze                  |
| ------------- | ----------------------- | -------------------------- | ----------------------- |
| Sydney        | Javier Gomez (ESP)      | Jonathan Brownlee (GBR)    | Sven Riederer (SUI)     |
| Madrid        | Alistair Brownlee (GBR) | Jonathan Brownlee (GBR)    | Javier Gomez (ESP)      |
| Kitzbühel     | Alistair Brownlee (GBR) | Alexander Brukhankov (RUS) | Sven Riederer (SUI)     |
| Hamburg       | Brad Kahlefeldt (AUS)   | William Clarke (GBR)       | David Hauss (FRA)       |
| London        | Alistair Brownlee (GBR) | Alexander Brukhankov (RUS) | Jonathan Brownlee (GBR) |
| Lausanne      | Jonathan Brownlee (GBR) | Javier Gomez (ESP)         | Alistair Brownlee (GBR) |
| Beijing       | Alistair Brownlee (GBR) | Sven Riederer (SUI)        | Jonathan Brownlee (GBR) |
| Final Ranking | Alistair Brownlee (GBR) | Jonathan Brownlee (GBR)    | Javier Gomez (ESP)      |

#### Feminino
| Event         | Ouro                       | Prata                      | Bronze                 |
| ------------- | -------------------------- | -------------------------- | ---------------------- |
| Sydney        | Paula Findlay (CAN)        | Barbara Riveros Diaz (CHI) | Andrea Hewitt (NZL)    |
| Madrid        | Paula Findlay (CAN)        | Helen Jenkins (GBR)        | Emmie Charayron (FRA)  |
| Kitzbühel     | Paula Findlay (CAN)        | Helen Jenkins (GBR)        | Sarah Groff (USA)      |
| Hamburgo      | Emma Moffatt (AUS)         | Emma Jackson (AUS)         | Emma Snowsill (AUS)    |
| Londres       | Helen Jenkins (GBR)        | Gwen Jorgensen (USA)       | Anja Dittmer (GER)     |
| Lausanne      | Barbara Riveros Diaz (CHI) | Emma Jackson (AUS)         | Andrea Hewitt (NZL)    |
| Beijing       | Andrea Hewitt (NZL)        | Helen Jenkins (GBR)        | Melanie Annaheim (SUI) |
| Final Ranking | Helen Jenkins (GBR)        | Andrea Hewitt (NZL)        | Sarah Groff (USA)      |

### Top 10

#### Men
| Rank | Atleta                  | Tempo   |
| ---- | ----------------------- | ------- |
|      | Javier Gomez (ESP)      | 1:50:22 |
|      | Jonathan Brownlee (GBR) | 1:50:29 |
|      | Sven Riederer (SUI)     | 1:50:34 |
| 4    | Brendan Sexton (AUS)    | 1:50:40 |
| 5    | David Hauss (FRA)       | 1:50:49 |
| 6    | Tim Don (GBR)           | 1:50:58 |
| 7    | Jonathan Zipf (GER)     | 1:51:04 |
| 8    | Joao Silva (POR)        | 1:51:17 |
| 9    | Will Clarke (GBR)       | 1:51:19 |
| 10   | Dmitry Polyanski (RUS)  | 1:51:26 |

| Rank | Athlete                    | Time    |
| ---- | -------------------------- | ------- |
|      | Alistair Brownlee (GBR)    | 1:51:06 |
|      | Jonathan Brownlee (GBR)    | 1:51:09 |
|      | Javier Gomez (ESP)         | 1:51:51 |
| 4    | Alexander Brukhankov (RUS) | 1:52:02 |
| 5    | Dmitry Polyanski (RUS)     | 1:52:30 |
| 6    | Jan Frodeno (GER)          | 1:52:43 |
| 7    | Frédéric Belaubre (FRA)    | 1:52:45 |
| 8    | Aurélien Raphael (FRA)     | 1:52:49 |
| 9    | Maik Petzold (GER)         | 1:53:01 |
| 10   | Steffen Justus (GER)       | 1:53:04 |

| Rank | Atleta                     | Tempo   |
| ---- | -------------------------- | ------- |
|      | Alistair Brownlee (GBR)    | 1:51:54 |
|      | Alexander Brukhankov (RUS) | 1:52:38 |
|      | Sven Riederer (SUI)        | 1:52:59 |
| 4    | William Clarke (GBR)       | 1:53:08 |
| 5    | Brad Kahlefeldt (AUS)      | 1:53:10 |
| 6    | Laurent Vidal (FRA)        | 1:53:13 |
| 7    | Vladimir Turbaevskiy (RUS) | 1:53:17 |
| 8    | Dmitry Polyanski (RUS)     | 1:53:20 |
| 9    | Vincent Luis (FRA)         | 1:53:23 |
| 10   | Bevan Docherty (NZL)       | 1:53:26 |

| Rank | Atleta                | Tempo   |
| ---- | --------------------- | ------- |
|      | Brad Kahlefeldt (AUS) | 1:44:08 |
|      | William Clarke (GBR)  | 1:44:09 |
|      | David Hauss (FRA)     | 1:44:09 |
| 4    | Sebastian Rank (GER)  | 1:44:12 |
| 5    | Joao Silva (POR)      | 1:44:16 |
| 6    | Javier Gomez (ESP)    | 1:44:19 |
| 7    | Tim Don (GBR)         | 1:44:33 |
| 8    | Reto Hug (SUI)        | 1:44:35 |
| 9    | Jonathan Zipf (GER)   | 1:44:44 |
| 10   | Sven Riederer (SUI)   | 1:44:56 |

| Rank | Athlete                    | Time    |
| ---- | -------------------------- | ------- |
|      | Alistair Brownlee (GBR)    | 1:50:09 |
|      | Alexander Brukhankov (RUS) | 1:50:34 |
|      | Jonathan Brownlee (GBR)    | 1:51:04 |
| 4    | Javier Gomez (ESP)         | 1:51:16 |
| 5    | Steffen Justus (GER)       | 1:51:25 |
| 6    | Laurent Vidal (FRA)        | 1:51:27 |
| 7    | David Hauss (FRA)          | 1:51:32 |
| 8    | Brad Kahlefeldt (AUS)      | 1:51:40 |
| 9    | Sven Riederer (SUI)        | 1:51:41 |
| 10   | Vincent Luis (FRA)         | 1:51:41 |

| Rank | Athlete                    | Time    |
| ---- | -------------------------- | ------- |
|      | Jonathan Brownlee (GBR)    | 0:52:23 |
|      | Javier Gomez (ESP)         | 0:52:27 |
|      | Alistair Brownlee (GBR)    | 0:52:38 |
| 4    | David Hauss (FRA)          | 0:52:41 |
| 5    | Alexander Brukhankov (RUS) | 0:52:42 |
| 6    | Laurent Vidal (FRA)        | 0:52:43 |
| 7    | Jonathan Zipf (GER)        | 0:52:44 |
| 8    | Joao Silva (POR)           | 0:52:52 |
| 9    | Christian Prochnow (GER)   | 0:52:55 |
| 10   | Tony Moulai (FRA)          | 0:53:02 |

| Rank | Athlete                 | Time     |
| ---- | ----------------------- | -------- |
|      | Alistair Brownlee (GBR) | 01:48:07 |
|      | Sven Riederer (SUI)     | 01:48:14 |
|      | Jonathan Brownlee (GBR) | 01:48:17 |
| 4    | Dmitry Polyanski (RUS)  | 01:48:20 |
| 5    | Laurent Vidal (FRA)     | 01:48:24 |
| 6    | Javier Gomez (ESP)      | 01:48:27 |
| 7    | David Hauss (FRA)       | 01:48:35 |
| 8    | Vincent Luis (FRA)      | 01:48:44 |
| 9    | Maik Petzold (GER)      | 01:48:46 |
| 10   | Ivan Rana (ESP)         | 01:48:50 |

| Rank | Athlete                    | Points |
| ---- | -------------------------- | ------ |
|      | Alistair Brownlee (GBR)    | 4285   |
|      | Jonathan Brownlee (GBR)    | 3992   |
|      | Javier Gomez (ESP)         | 3671   |
| 4    | Sven Riederer (SUI)        | 3306   |
| 5    | Alexander Brukhankov (RUS) | 3208   |
| 6    | David Hauss (FRA)          | 3157   |
| 7    | Laurent Vidal (FRA)        | 2844   |
| 8    | Dmitry Polyanski (RUS)     | 2764   |
| 9    | William Clarke (GBR)       | 2495   |
| 10   | Brad Kahlefeldt (AUS)      | 2217   |

#### Women
| Rank | Athlete                    | Time    |
| ---- | -------------------------- | ------- |
|      | Paula Findlay (CAN)        | 2:01:21 |
|      | Bárbara Riveros Díaz (CHI) | 2:01:24 |
|      | Andrea Hewitt (NZL)        | 2:01:29 |
| 4    | Carole Péon (FRA)          | 2:01:39 |
| 5    | Tomoko Sakimoto (JPN)      | 2:01:40 |
| 6    | Laura Bennett (USA)        | 2:01:59 |
| 7    | Ai Ueda (JPN)              | 2:02:02 |
| 8    | Liz Blatchford (GBR)       | 2:02:32 |
| 9    | Lisa Nordén (SWE)          | 2:02:36 |
| 10   | Lauren Campbell (CAN)      | 2:02:43 |

| Rank | Athlete                    | Time    |
| ---- | -------------------------- | ------- |
|      | Paula Findlay (CAN)        | 2:03:46 |
|      | Helen Jenkins (GBR)        | 2:03:49 |
|      | Emmie Charayron (FRA)      | 2:03:58 |
| 4    | Andrea Hewitt (NZL)        | 2:04:00 |
| 5    | Bárbara Riveros Díaz (CHI) | 2:04:43 |
| 6    | Kate McIlroy (NZL)         | 2:04:57 |
| 7    | Sarah Groff (USA)          | 2:05:28 |
| 8    | Laura Bennett (USA)        | 2:05:33 |
| 9    | Svenja Bazlen (GER)        | 2:05:35 |
| 10   | Rachel Klamer (NED)        | 2:05:58 |

| Rank | Athlete                    | Time    |
| ---- | -------------------------- | ------- |
|      | Paula Findlay (CAN)        | 2:05:52 |
|      | Helen Jenkins (GBR)        | 2:05:56 |
|      | Sarah Groff (USA)          | 2:06:27 |
| 4    | Emma Moffatt (AUS)         | 2:06:31 |
| 5    | Bárbara Riveros Díaz (CHI) | 2:06:41 |
| 6    | Laura Bennett (USA)        | 2:06:44 |
| 7    | Ai Ueda (JPN)              | 2:07:00 |
| 8    | Erin Densham (AUS)         | 2:07:03 |
| 9    | Svenja Bazlen (GER)        | 2:07:10 |
| 10   | Nicky Samuels (NZL)        | 2:07:11 |

| Rank | Athlete                    | Time    |
| ---- | -------------------------- | ------- |
|      | Emma Moffatt (AUS)         | 1:53:37 |
|      | Emma Jackson (AUS)         | 1:53:44 |
|      | Emma Snowsill (AUS)        | 1:53:44 |
| 4    | Andrea Hewitt (NZL)        | 1:53:59 |
| 5    | Bárbara Riveros Díaz (CHI) | 1:54:32 |
| 6    | Ainhoa Murua (ESP)         | 1:54:33 |
| 7    | Erin Densham (AUS)         | 1:54:43 |
| 8    | Danne Boterenbrood (NED)   | 1:54:49 |
| 9    | Jodie Stimpson (GBR)       | 1:54:50 |
| 10   | Svenja Bazlen (GER)        | 1:54:52 |

| Rank | Athlete               | Time    |
| ---- | --------------------- | ------- |
|      | Helen Jenkins (GBR)   | 2:00:34 |
|      | Gwen Jorgensen (USA)  | 2:00:41 |
|      | Anja Dittmer (GER)    | 2:00:49 |
| 4    | Emma Jackson (AUS)    | 2:00:51 |
| 5    | Emma Snowsill (AUS)   | 2:00:52 |
| 6    | Andrea Hewitt (NZL)   | 2:00:54 |
| 7    | Sarah Groff (USA)     | 2:00:58 |
| 8    | Nicola Spirig (SUI)   | 2:01:04 |
| 9    | Ashleigh Gentle (AUS) | 2:01:07 |
| 10   | Emmie Charayron (FRA) | 2:01:10 |

| Rank | Athlete                    | Time    |
| ---- | -------------------------- | ------- |
|      | Bárbara Riveros Díaz (CHI) | 0:58:35 |
|      | Emma Jackson (AUS)         | 0:58:35 |
|      | Andrea Hewitt (NZL)        | 0:58:37 |
| 4    | Helen Jenkins (GBR)        | 0:58:40 |
| 5    | Ashleigh Gentle (AUS)      | 0:58:42 |
| 6    | Gwen Jorgensen (USA)       | 0:59:02 |
| 7    | Sarah Groff (USA)          | 0:59:06 |
| 8    | Lisa Nordén (SWE)          | 0:59:07 |
| 9    | Emmie Charayron (FRA)      | 0:59:09 |
| 10   | Felicity Abram (AUS)       | 0:59:09 |

| Rank | Athlete                | Time    |
| ---- | ---------------------- | ------- |
|      | Andrea Hewitt (NZL)    | 1:58:26 |
|      | Helen Jenkins (GBR)    | 1:58:40 |
|      | Melanie Annaheim (SUI) | 1:58:58 |
| 4    | Lisa Nordén (SWE)      | 1:59:00 |
| 5    | Laura Bennett (USA)    | 1:59:02 |
| 6    | Kate McIlroy (NZL)     | 1:59:04 |
| 7    | Jessica Harrison (FRA) | 1:59:09 |
| 8    | Liz Blatchford (GBR)   | 2:00:11 |
| 9    | Flora Duffy (BER)      | 2:00:24 |
| 10   | Sarah Groff (USA)      | 2:00:37 |

| Rank | Athlete                    | Points |
| ---- | -------------------------- | ------ |
|      | Helen Jenkins (GBR)        | 4023   |
|      | Andrea Hewitt (NZL)        | 3836   |
|      | Sarah Groff (USA)          | 2783   |
| 4    | Emma Jackson (AUS)         | 2760   |
| 5    | Bárbara Riveros Díaz (CHI) | 2754   |
| 6    | Paula Findlay (CAN)        | 2637   |
| 7    | Emma Moffatt (AUS)         | 2611   |
| 8    | Laura Bennett (USA)        | 2560   |
| 9    | Lisa Nordén (SWE)          | 2265   |
| 10   | Melanie Annaheim (SUI)     | 1950   |

## Referencias
1. ↑  «2012 World Triathlon Series». International Triathlon Union. Consultado em 12 de março de 2012
2. ↑  «2011 Dextro Energy Triathlon – ITU World Championship Series Sydney : Elite Men : Results». ITU. wcs.triathlon.org. Consultado em 29 de agosto de 2011
3. ↑  «2011 Dextro Energy Triathlon – ITU World Championship Series Madrid : Elite Men : Results». ITU. wcs.triathlon.org. Consultado em 29 de agosto de 2011
4. ↑  «2011 Dextro Energy Triathlon – ITU World Championship Series Kitzbühel : Elite Men : Results». ITU. wcs.triathlon.org. Consultado em 29 de agosto de 2011
5. ↑  «2011 Dextro Energy Triathlon – ITU World Championship Series Hamburg : Elite Men : Results». ITU. wcs.triathlon.org. Consultado em 29 de agosto de 2011
6. ↑  «2011 Dextro Energy Triathlon – ITU World Championship Series London : Elite Men : Results». ITU. wcs.triathlon.org. Consultado em 29 de agosto de 2011
7. ↑  «2011 Dextro Energy Triathlon – ITU World Championship Series Lausanne : Elite Men : Results». ITU. wcs.triathlon.org. Consultado em 2 de setembro de 2011
8. ↑  «2011 Dextro Energy Triathlon – ITU World Championship Series Grand Final: Beijing : Elite Men : Results». ITU. wcs.triathlon.org. Consultado em 12 de setembro de 2011
9. 1 2  «Dextro Energy Triathlon ITU World Championship Series Rankings 2011». ITU. triathlon.org
10. ↑  «Dextro Energy Triathlon ITU World Championship Series Men's Standings 10/09/2011» (PDF). ITU. triathlon.org
11. ↑  «2011 Dextro Energy Triathlon – ITU World Championship Series Sydney : Elite Women : Results». ITU. wcs.triathlon.org. Consultado em 29 de agosto de 2011
12. ↑  «2011 Dextro Energy Triathlon – ITU World Championship Series Madrid : Elite Women : Results». ITU. wcs.triathlon.org. Consultado em 29 de agosto de 2011
13. ↑  «2011 Dextro Energy Triathlon – ITU World Championship Series Kitzbühel : Elite Women : Results». ITU. wcs.triathlon.org. Consultado em 29 de agosto de 2011
14. ↑  «2011 Dextro Energy Triathlon – ITU World Championship Series Hamburg : Elite Women : Results». ITU. wcs.triathlon.org. Consultado em 29 de agosto de 2011
15. ↑  «2011 Dextro Energy Triathlon – ITU World Championship Series London : Elite Women : Results». ITU. wcs.triathlon.org. Consultado em 29 de agosto de 2011
16. ↑  «2011 Dextro Energy Triathlon – ITU World Championship Series Lausanne : Elite Women : Results». ITU. wcs.triathlon.org. Consultado em 2 de setembro de 2011
17. ↑  «2011 Dextro Energy Triathlon – ITU World Championship Series Grand Final: Beijing : Elite Women : Results». ITU. wcs.triathlon.org. Consultado em 12 de setembro de 2011
18. ↑  «Dextro Energy Triathlon ITU World Championship Series Women's Standings 10/09/2011» (PDF). ITU. triathlon.org